# I Want Out
I Want Out is een nummer uit 1988 van de Duitse metalband Helloween. Het nummer werd geschreven door Kai Hansen en gaat over vrijheid. Het door hem geschreven nummer is een uptempo metal nummer dat als tweede en tevens laatste single van het album Keeper of the Seven Keys Part 2 op 31 oktober 1988 werd uitgebracht. De band nam voor "I Want Out" een videoclip waarin zanger Michael Kiske in een kist wordt gestopt door de overige bandleden.

## Tracklist
| 1.                 | I Want Out          | 4:39 |
| 2.                 | Save Us             | 5:12 |
| 3.                 | Don't Run For Cover | 4:48 |
| Totale duur: 13:39 |                     |      |

## Hitnoteringen
"I Want Out" behaalde in Zwitserland de 27-positie in de Singles Top 100. In het Verenigd Koninkrijk behaalde de plaat de 69-positie in de UK Singles Chart. In Zweden bereikte de plaat in 1999 de 75e positie.
In Nederland werd de plaat destijds regelmatig gedraaid op Radio 3, maar bereikte desondanks géén notering in zowel de Nederlandse Top 40 als de Nationale Hitparade Top 100.
In België behaalde de plaat eveneens géén notering in zowel de Vlaamse Ultratop 50 als de Vlaamse Radio 2 Top 30.

## Covers en live
"I Want Out" werd gecoverd door onder andere HammerFall, Sonata Arctica en Skylark. Het nummer wordt nog steeds live gespeeld door zowel Helloween als Unisonic. Unisonic is een band met Kai Hansen (de eerste zanger van Helloween, 1978-1986) op gitaar en als achtergrondzanger en met Michael Kiske (de tweede zanger van Helloween, 1987-1993) als leadzanger en nog een aantal andere muzikanten.

### Cover van HammerFall
Op 2 augustus 1999 bracht HammerFall een cover van I Want Out uit, met nog 2 andere nummers en een videoclip, met Joacim Cans als leadzanger, Stefan Elmgren als leadgitarist, Oscar Dronjak als gitarist en Magnus Rosén als bassist.
Gastmuzikanten waren Kai Hansen als zanger, gitarist en toetsenist, en Udo Dirkschneider als achtergrondzanger op I Want Out. William J. Tsamis was leadgitarist in het nummer "At the End of the Rainbow" en Kai Hansen was achtergrondzanger in het nummer "Man on the Silver Mountain". Naast de cd (met de videoclip "Glory of the Brave) werd de single ook op 7" rood vinyl uitgegeven, met "At the End of the Rainbow als B-zijde.
| Heeding the Call (1998) |  | I Want Out (1999) |  | Renegade (2000) |

| Portaal | Muziek |

| Heeding the Call (1998) |  | I Want Out (1999) |  | Renegade (2000) |

| Portaal | Muziek |